# Port lotniczy Mekelie
Port lotniczy Mekelie (kod IATA: MQX, kod ICAO: HAMK) – etiopskie lotnisko obsługujące Mekelie.

## Kierunki lotów i linie lotnicze
| Linia Lotnicza     | Kierunek                                   |
| ------------------ | ------------------------------------------ |
| Ethiopian Airlines | 1. Addis Abeba 2. Aksum 3. Humera 4. Shire |